# Seiji Kimura
Seiji Kimura (木村 誠二 Kimura Seiji?), född 24 augusti 2001 i Chiba prefektur, är en japansk fotbollsspelare som spelar för Montedio Yamagata, på lån från FC Tokyo.

## Karriär
Kimura började sin karriär 2018 i FC Tokyos U23-lag och spelade två säsonger för laget i J3 League. Inför säsongen 2020 blev han uppflyttad i A-laget.
I januari 2021 lånades Kimura ut till Kyoto Sanga FC. I juli samma år lånades han istället ut till SC Sagamihara. Inför säsongen 2022 lånades Kimura ut till Montedio Yamagata.